# Kanoistika na Letních olympijských hrách 2012 – K1 slalom ženy
Závod ve vodním slalomu K1 žen na Letních olympijských hrách 2012 se konal na kanále Lee Valley White Water Centre ve Waltham Cross ve dnech 30. července – 2. srpna 2012. Z českých závodnic se jej zúčastnila Štěpánka Hilgertová (4. místo), zlatou medaili získala Francouzka Émilie Ferová.

## Program
Časy jsou uvedeny v UTC+1.
| Datum                     | Čas           | Fáze       |
| ------------------------- | ------------- | ---------- |
| pondělí 30. července 2012 | 14:12 a 16:24 | rozjížďky  |
| čtvrtek 2. srpna 2012     | 14:12         | semifinále |
| čtvrtek 2. srpna 2012     | 15:57         | finále     |

Schéma rozestavení bran pro rozjížďky
Schéma rozestavení bran pro semifinále a finále

## Výsledky
| Pořadí           | Jméno                          | Rozjížďky | Rozjížďky | Rozjížďky | Rozjížďky | Rozjížďky | Rozjížďky | Semifinále   | Semifinále   | Semifinále   | Finále       | Finále       | Finále       |
| Pořadí           | Jméno                          | 1. jízda  | Pen.      | 2. jízda  | Pen.      | Nejlepší  | Pořadí    | Čas          | Pen.         | Pořadí       | Čas          | Pen.         | Pořadí       |
| ---------------- | ------------------------------ | --------- | --------- | --------- | --------- | --------- | --------- | ------------ | ------------ | ------------ | ------------ | ------------ | ------------ |
| Zlatá medaile    | Émilie Ferová (FRA)            | 112,77    | 4         | 106,46    | 6         | 106,46    | 10.       | 109,73       | 0            | 3.           | 105,90       | 0            | 1.           |
| Stříbrná medaile | Jessica Foxová (AUS)           | 165,36    | 52        | 100,33    | 0         | 100,33    | 4.        | 112,63       | 4            | 8.           | 106,51       | 0            | 2.           |
| Bronzová medaile | Maialen Chourrautová (ESP)     | 98,75     | 2         | 107,91    | 2         | 98,75     | 1.        | 108,34       | 2            | 2.           | 106,87       | 0            | 3.           |
| 4.               | Štěpánka Hilgertová (CZE)      | 101,50    | 0         | 100,75    | 0         | 100,75    | 5.        | 114,10       | 0            | 9.           | 109,16       | 0            | 4.           |
| 5.               | Jasmin Schornbergová (GER)     | 106,27    | 0         | 102,14    | 4         | 102,14    | 8.        | 112,25       | 0            | 7.           | 110,97       | 0            | 5.           |
| 6.               | Jana Dukátová (SVK)            | 105,14    | 4         | 101,37    | 4         | 101,37    | 6.        | 110,48       | 0            | 4.           | 111,60       | 2            | 6.           |
| 7.               | Natalia Pacierpniková (POL)    | 110,58    | 2         | 102,38    | 0         | 102,38    | 9.        | 107,79       | 2            | 1.           | 115,08       | 2            | 7.           |
| 8.               | Corinna Kuhnleová (AUT)        | 160,06    | 50        | 101,77    | 2         | 101,77    | 7.        | 111,07       | 2            | 5.           | 119,30       | 2            | 8.           |
| 9.               | Marta Charitonovová (RUS)      | 108,85    | 4         | 109,77    | 2         | 108,85    | 13.       | 111,44       | 2            | 6.           | 120,91       | 6            | 9.           |
| 10.              | Hannah Craigová (IRL)          | 117,07    | 8         | 108,99    | 2         | 108,99    | 14.       | 116,12       | 2            | 10.          | 127,36       | 6            | 10.          |
|                  |                                |           |           |           |           |           |           |              |              |              |              |              |              |
| 11.              | Li Ťing-ťing (CHN)             | 108,53    | 2         | 111,22    | 6         | 108,53    | 12.       | 117,02       | 4            | 11.          | nepostoupila | nepostoupila | nepostoupila |
| 12.              | Elizabeth Neaveová (GBR)       | 101,95    | 0         | 98,92     | 0         | 98,92     | 2.        | 117,30       | 6            | 12.          | nepostoupila | nepostoupila | nepostoupila |
| 13.              | Eva Terčeljová (SLO)           | 107,17    | 2         | 107,57    | 4         | 107,17    | 11.       | 117,36       | 6            | 13.          | nepostoupila | nepostoupila | nepostoupila |
| 14.              | Luuka Jonesová (NZL)           | 109,23    | 6         | 258,69    | 152       | 109,23    | 15.       | 121,41       | 4            | 14.          | nepostoupila | nepostoupila | nepostoupila |
| 15.              | Maria Clara Giai Pronová (ITA) | 99,66     | 0         | 112,65    | 8         | 99,66     | 3.        | 176,61       | 52           | 15.          | nepostoupila | nepostoupila | nepostoupila |
|                  |                                |           |           |           |           |           |           |              |              |              |              |              |              |
| 16.              | Ana Sátilaová (BRA)            | 179,92    | 56        | 110,83    | 2         | 110,83    | 16.       | nepostoupila | nepostoupila | nepostoupila | nepostoupila | nepostoupila | nepostoupila |
| 17.              | Caroline Queenová (USA)        | 117,05    | 2         | 136,23    | 4         | 117,05    | 17.       | nepostoupila | nepostoupila | nepostoupila | nepostoupila | nepostoupila | nepostoupila |
| 18.              | Ella Nicholasová (COK)         | 118,69    | 4         | 118,29    | 4         | 118,29    | 18.       | nepostoupila | nepostoupila | nepostoupila | nepostoupila | nepostoupila | nepostoupila |
| 19.              | Moe Kaifučiová (JPN)           | 171,63    | 50        | 121,29    | 6         | 121,29    | 19.       | nepostoupila | nepostoupila | nepostoupila | nepostoupila | nepostoupila | nepostoupila |
| 20.              | Elise Chabbeyová (SUI)         | 162,92    | 50        | 126,46    | 6         | 124,46    | 20.       | nepostoupila | nepostoupila | nepostoupila | nepostoupila | nepostoupila | nepostoupila |
| 21.              | Jihane Samlalová (MAR)         | 174,09    | 60        | 276,32    | 156       | 174,09    | 21.       | nepostoupila | nepostoupila | nepostoupila | nepostoupila | nepostoupila | nepostoupila |

## Fotogalerie

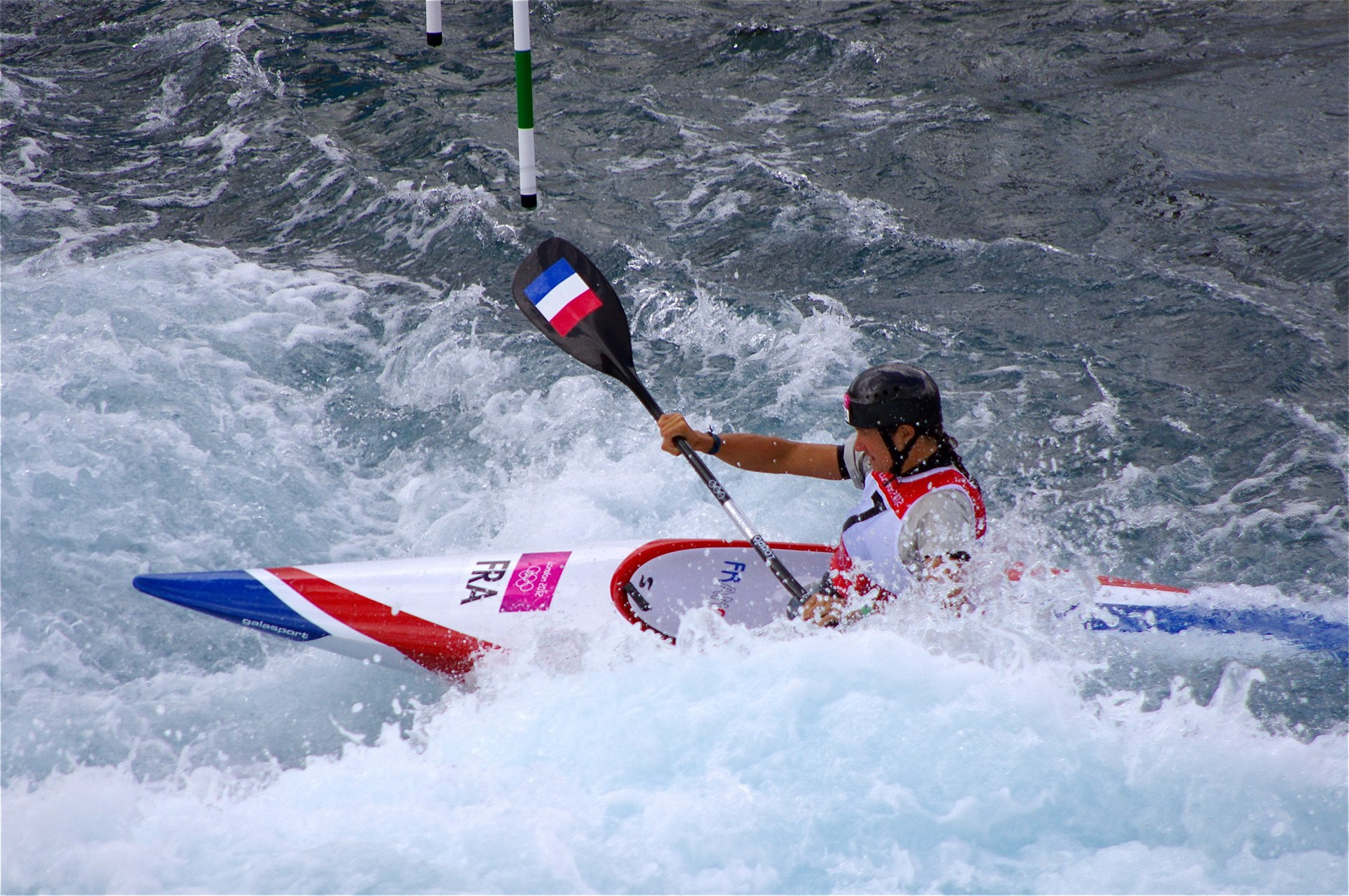
Émilie Ferová
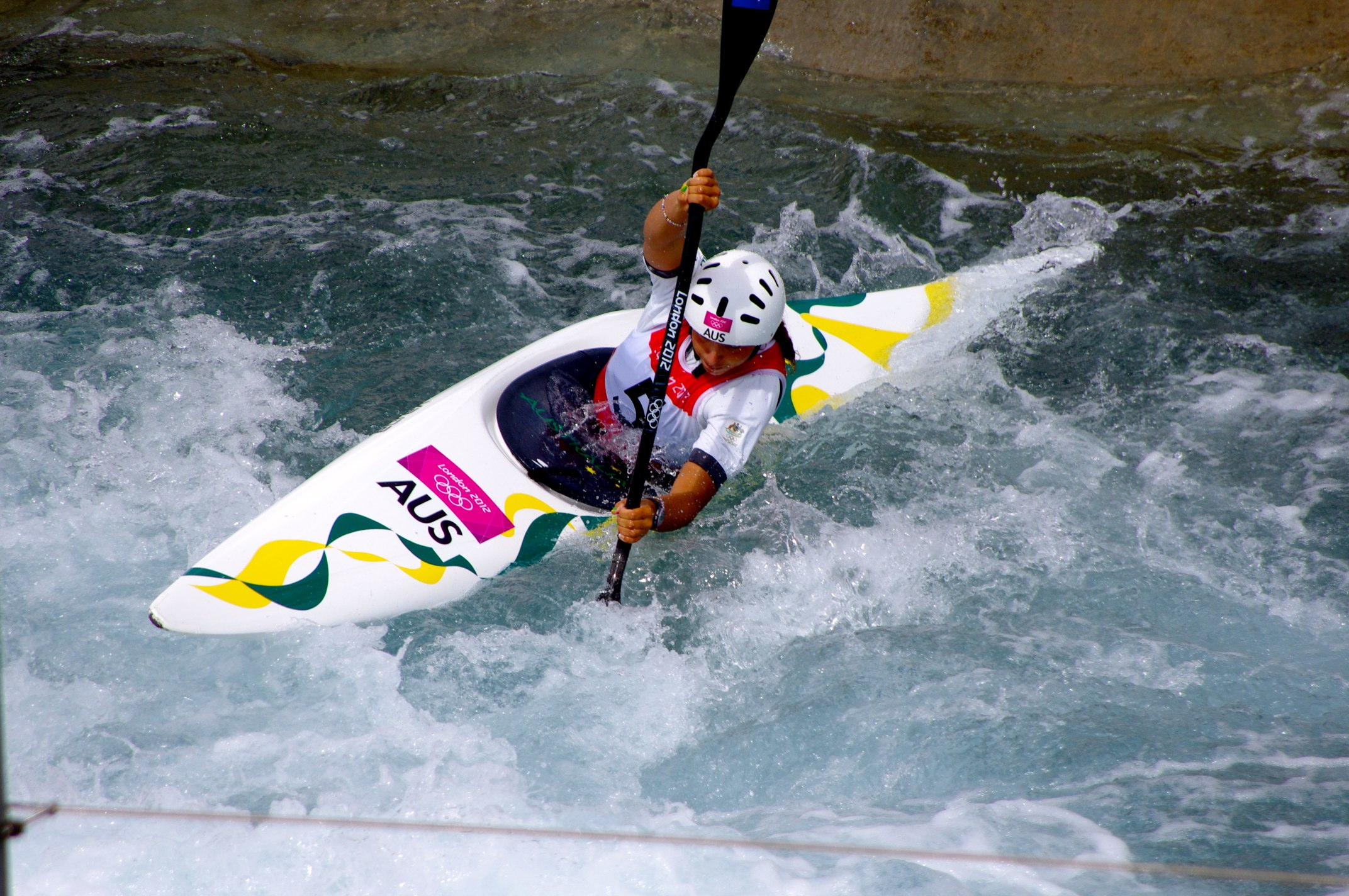
Jessica Foxová
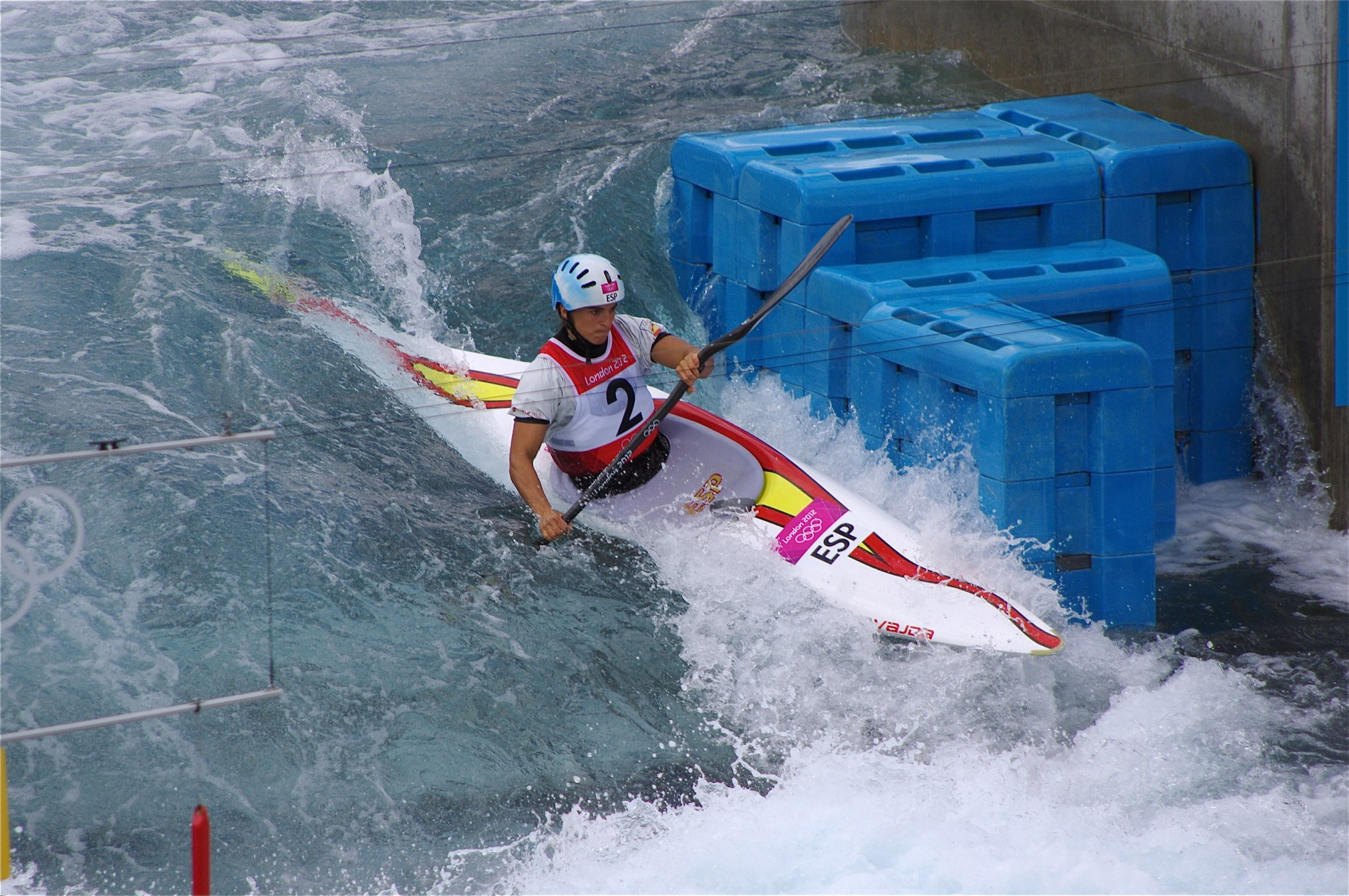
Maialen Chourrautová
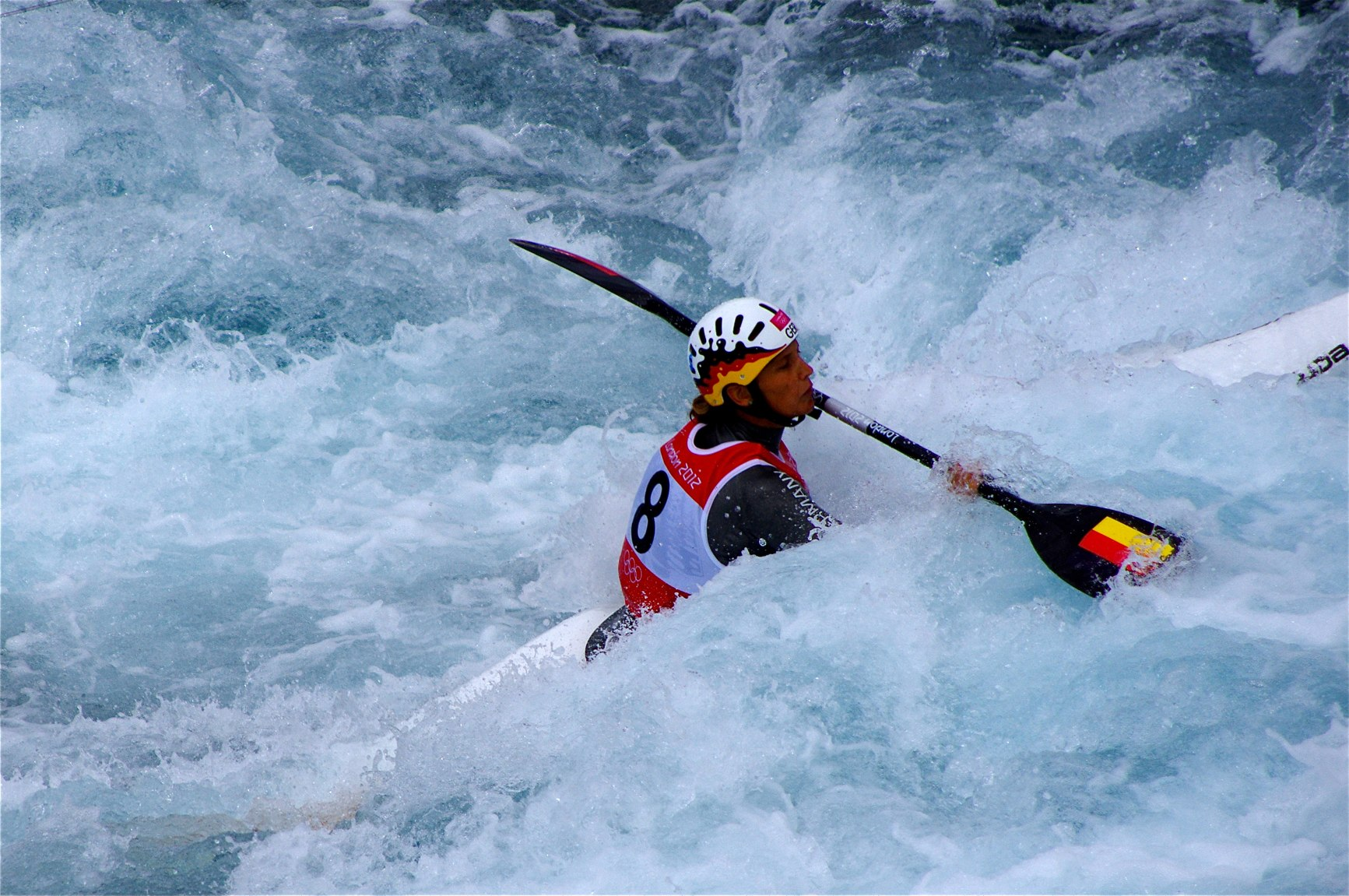
Jasmin Schornbergová
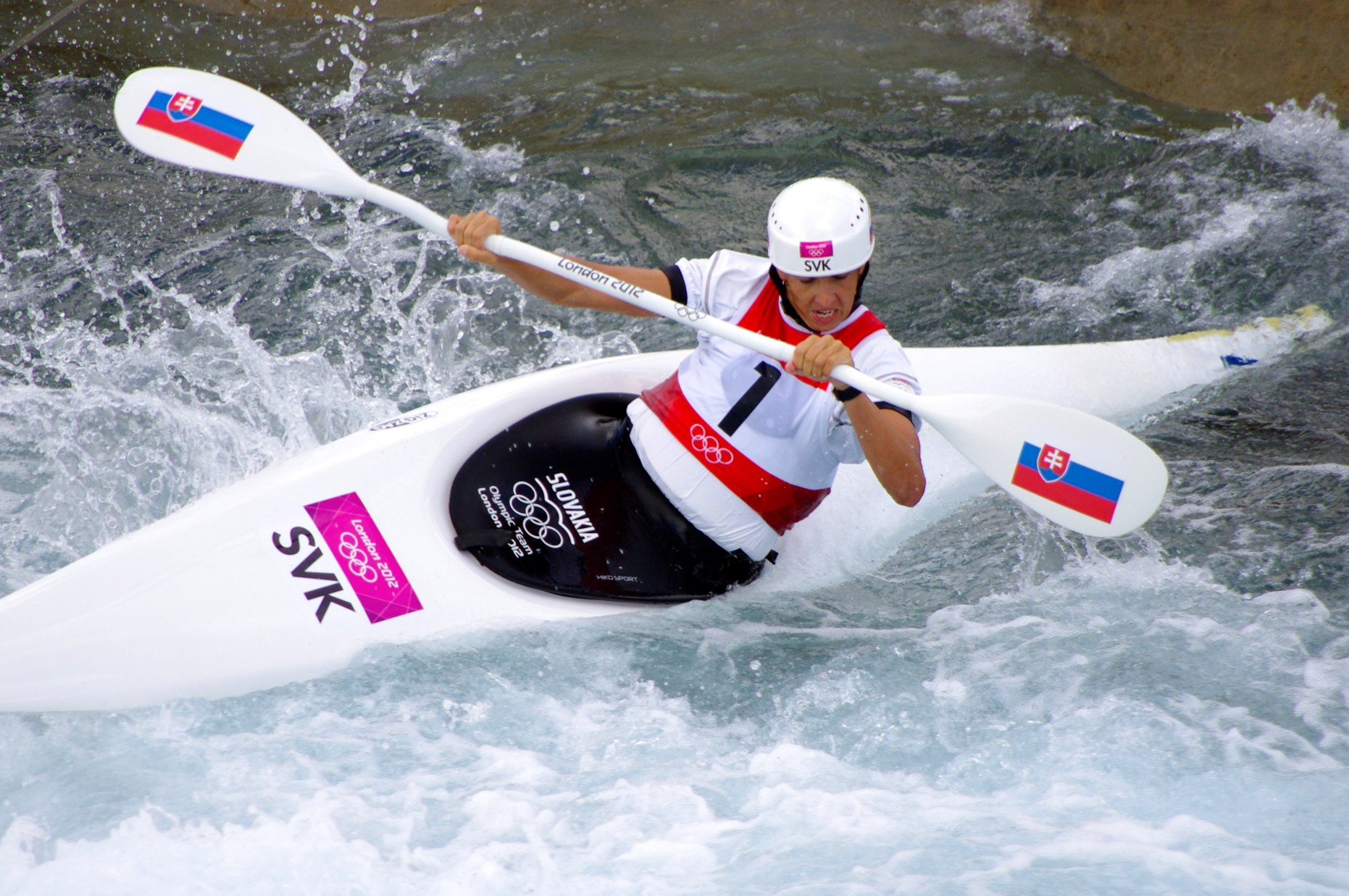
Jana Dukátová
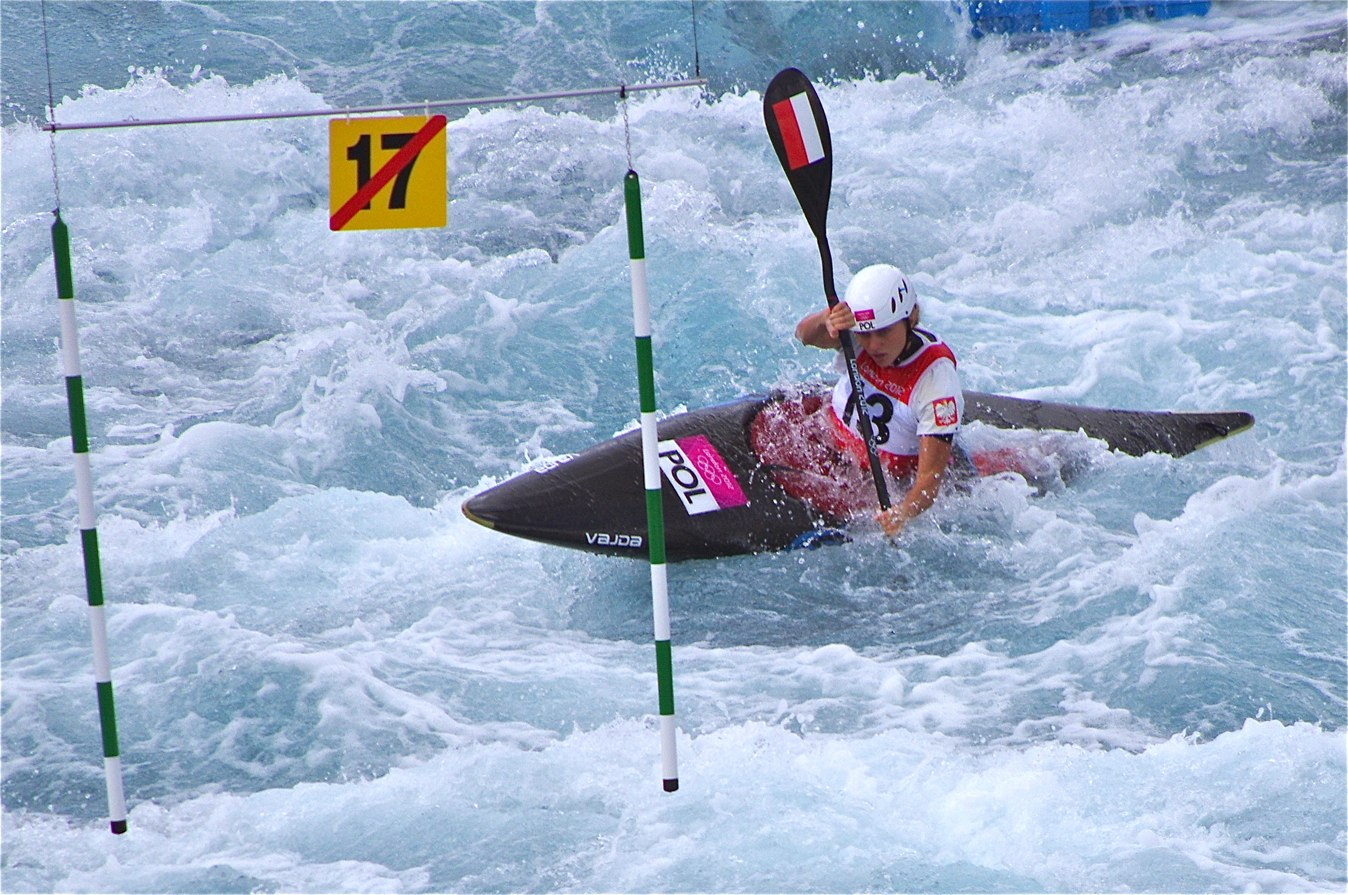
Natalia Pacierpniková
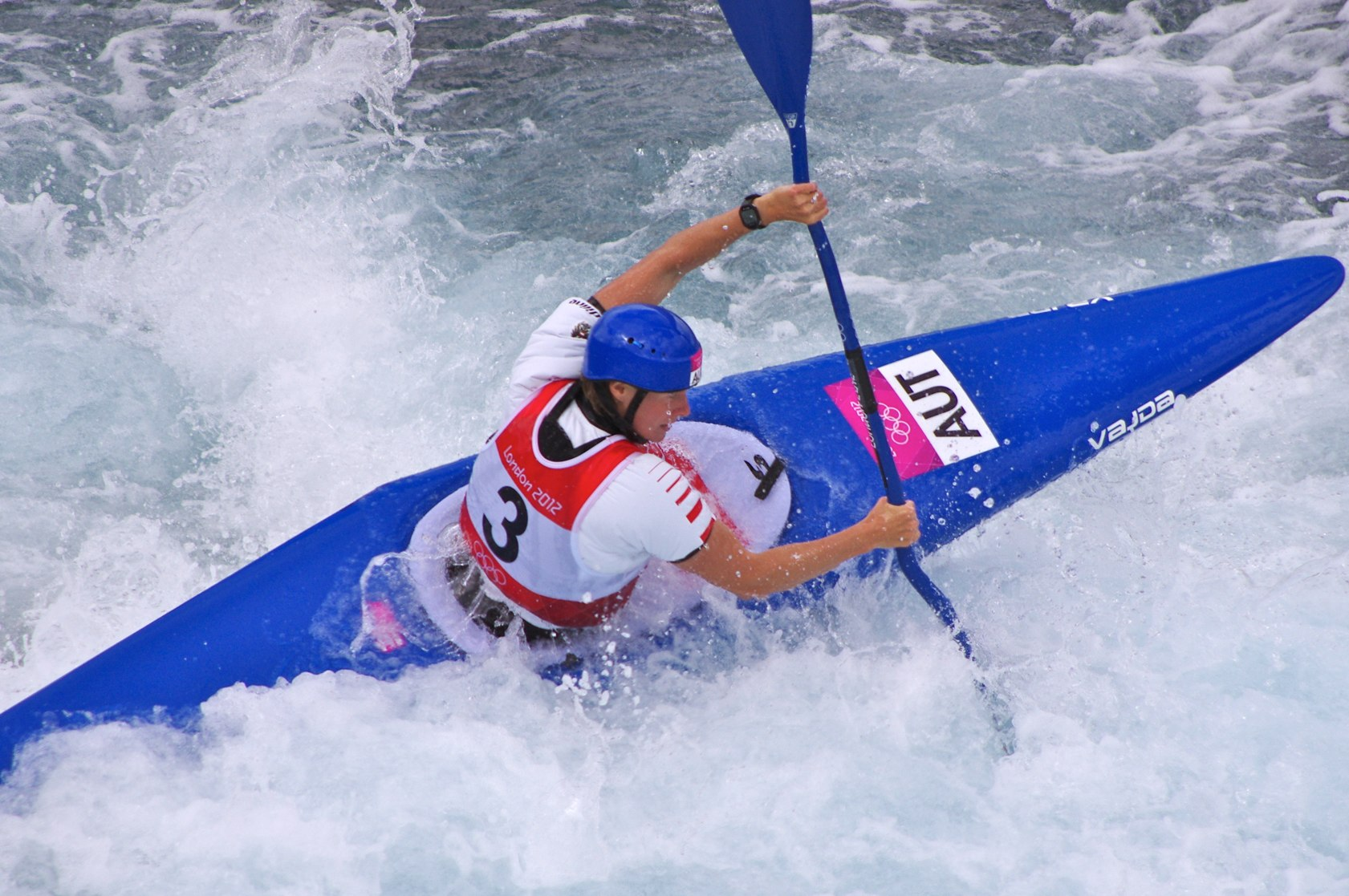
Corinna Kuhnleová
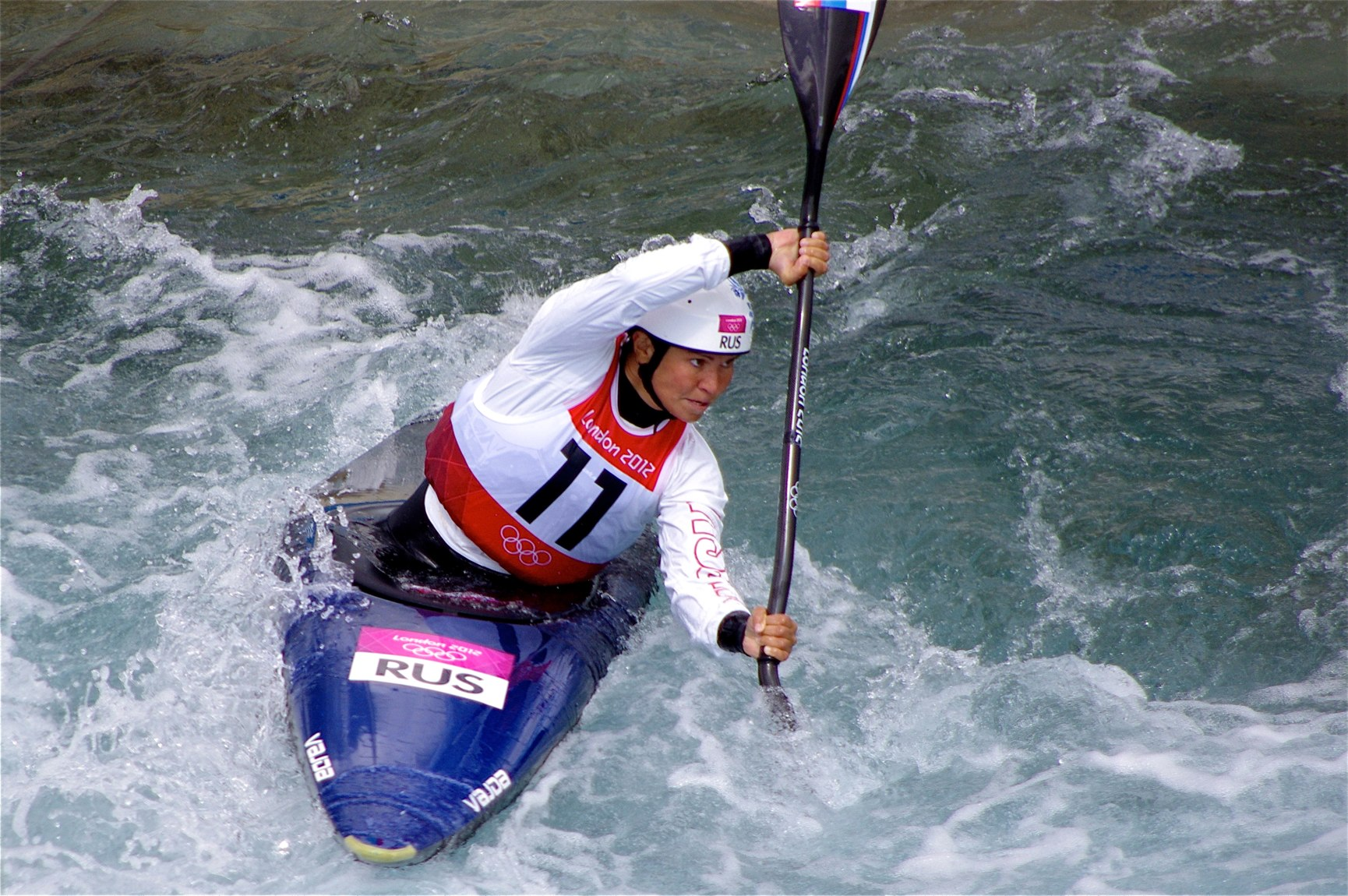
Marta Charitonovová
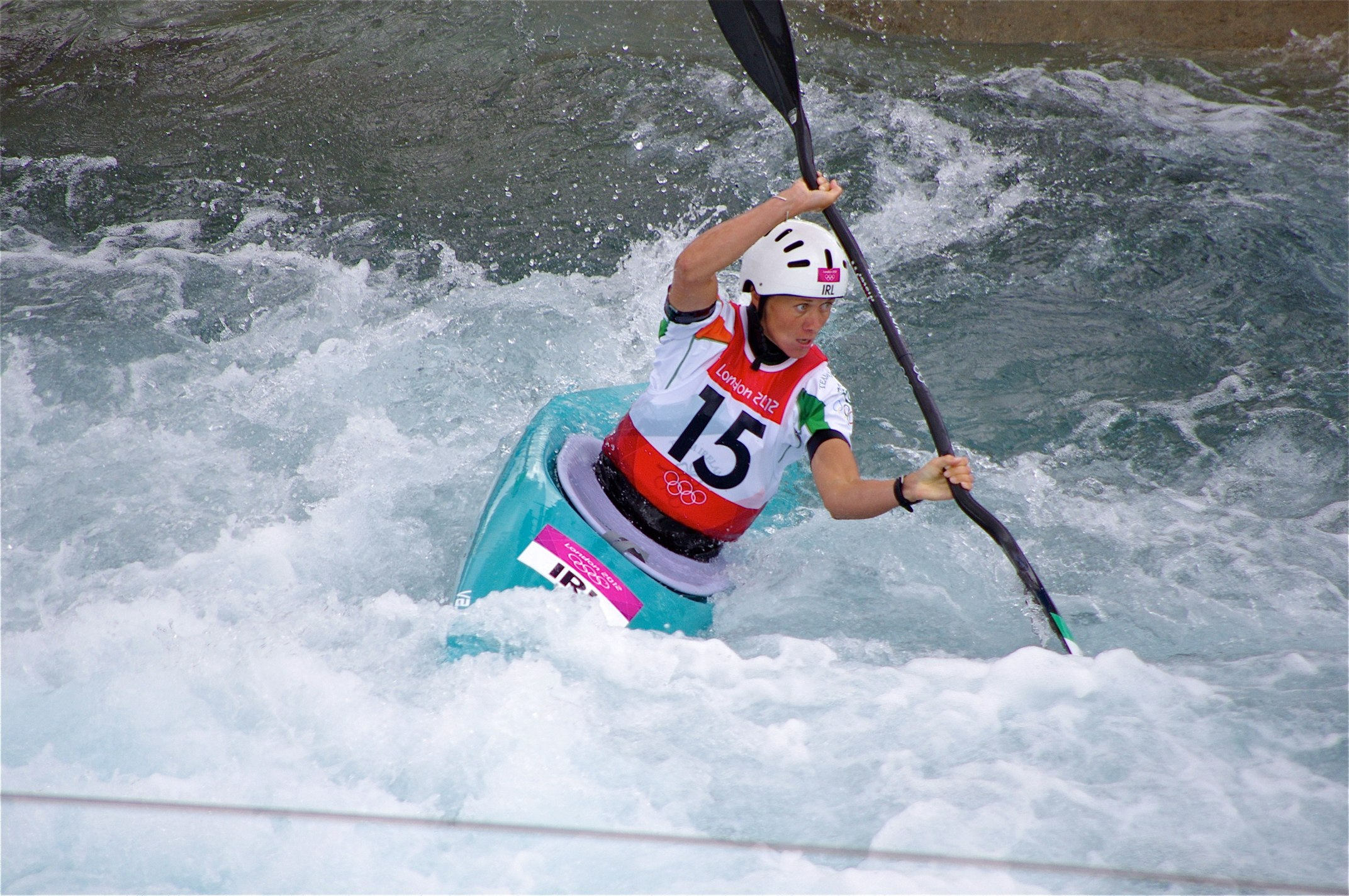
Hannah Craigová
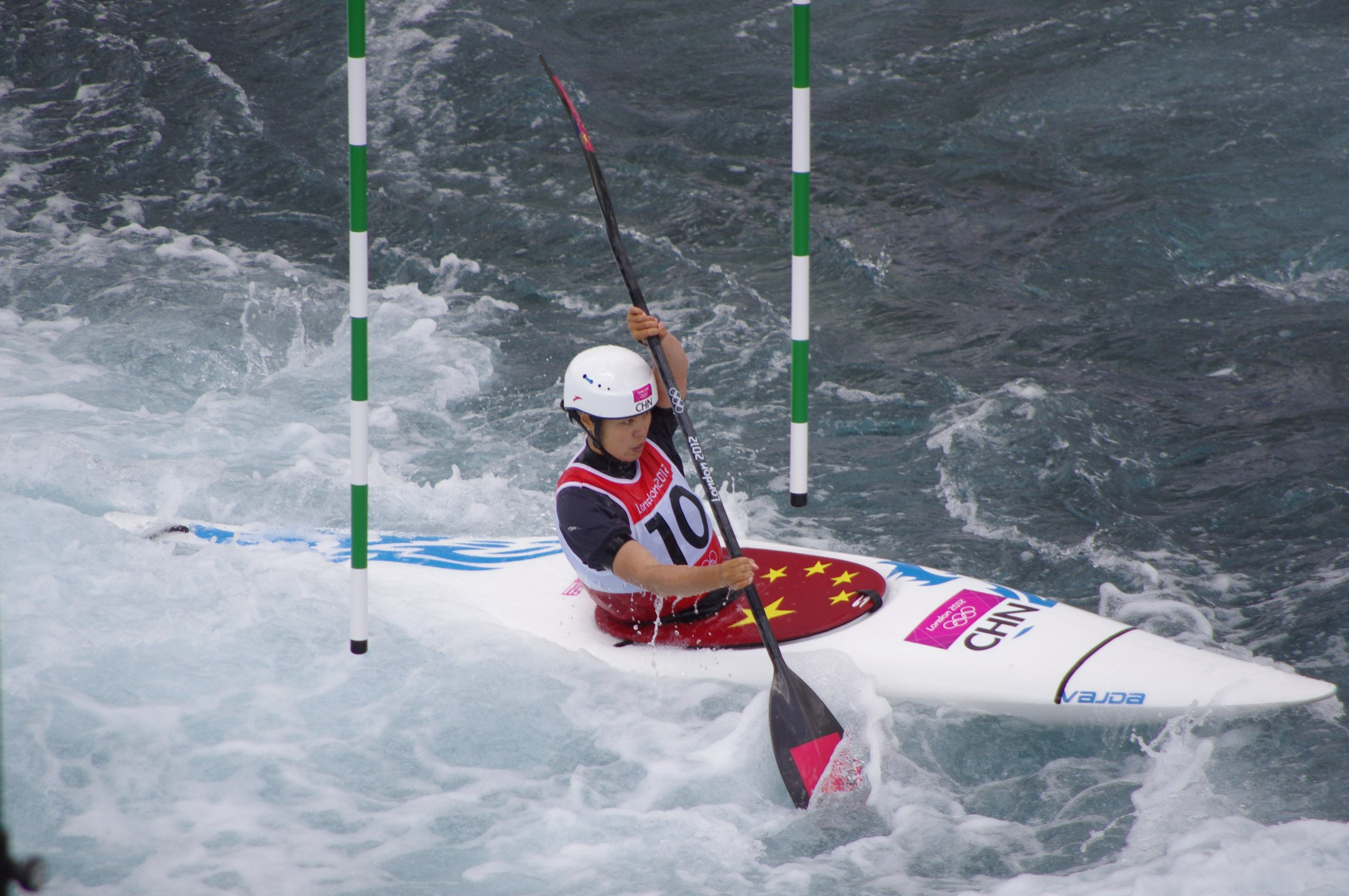
Li Ťing-ťing
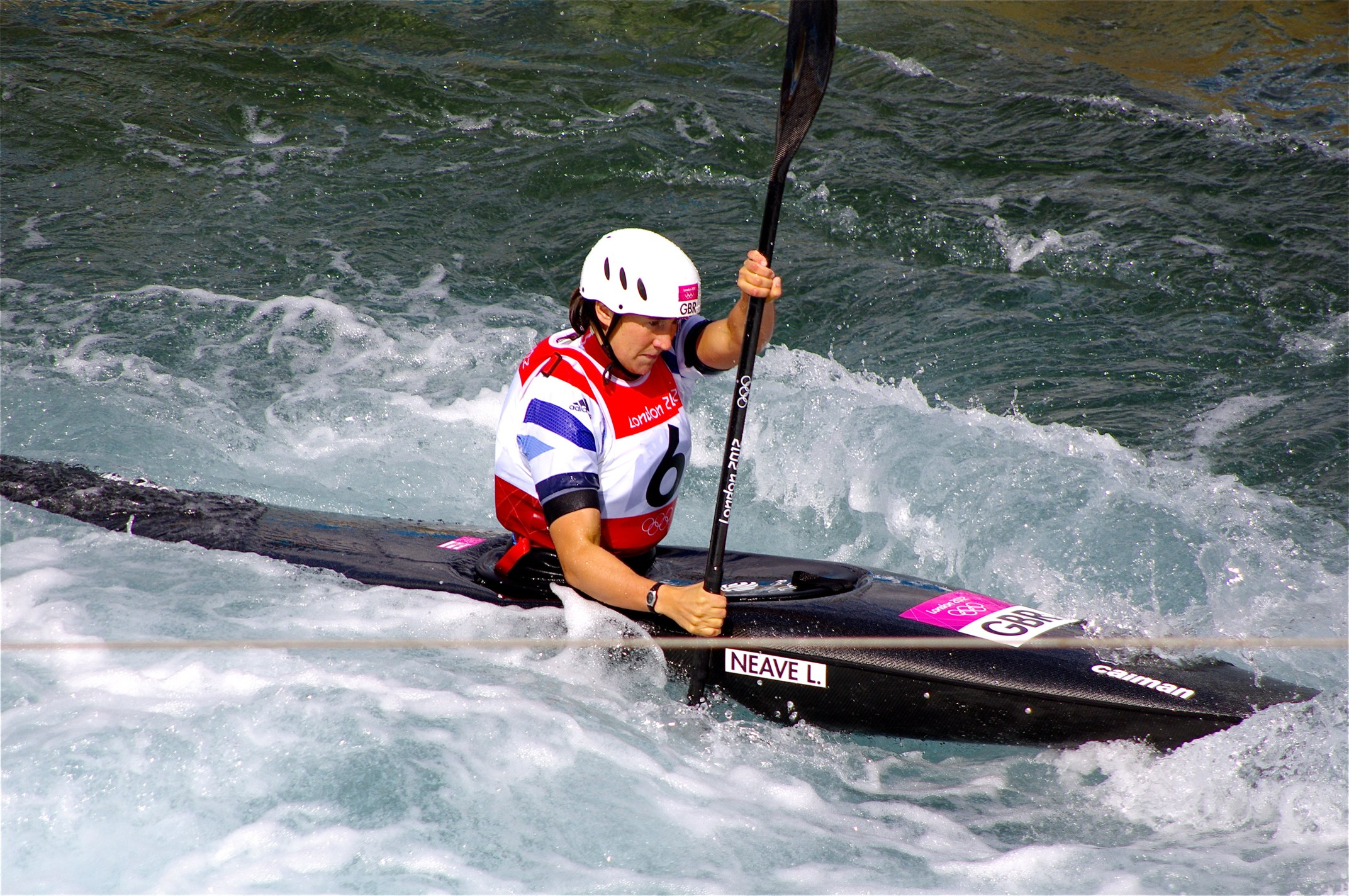
Elizabeth Neaveová
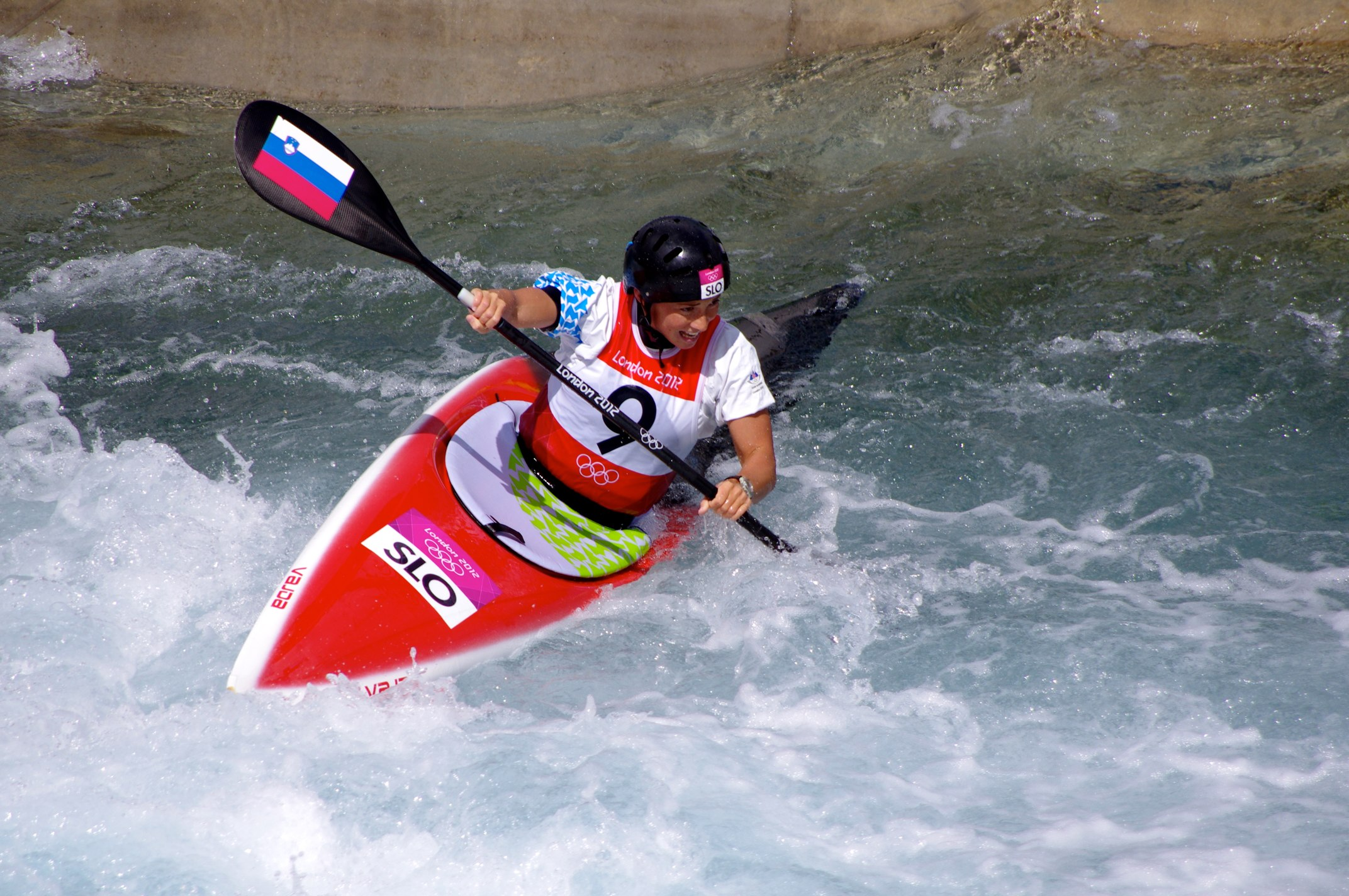
Eva Terčeljová
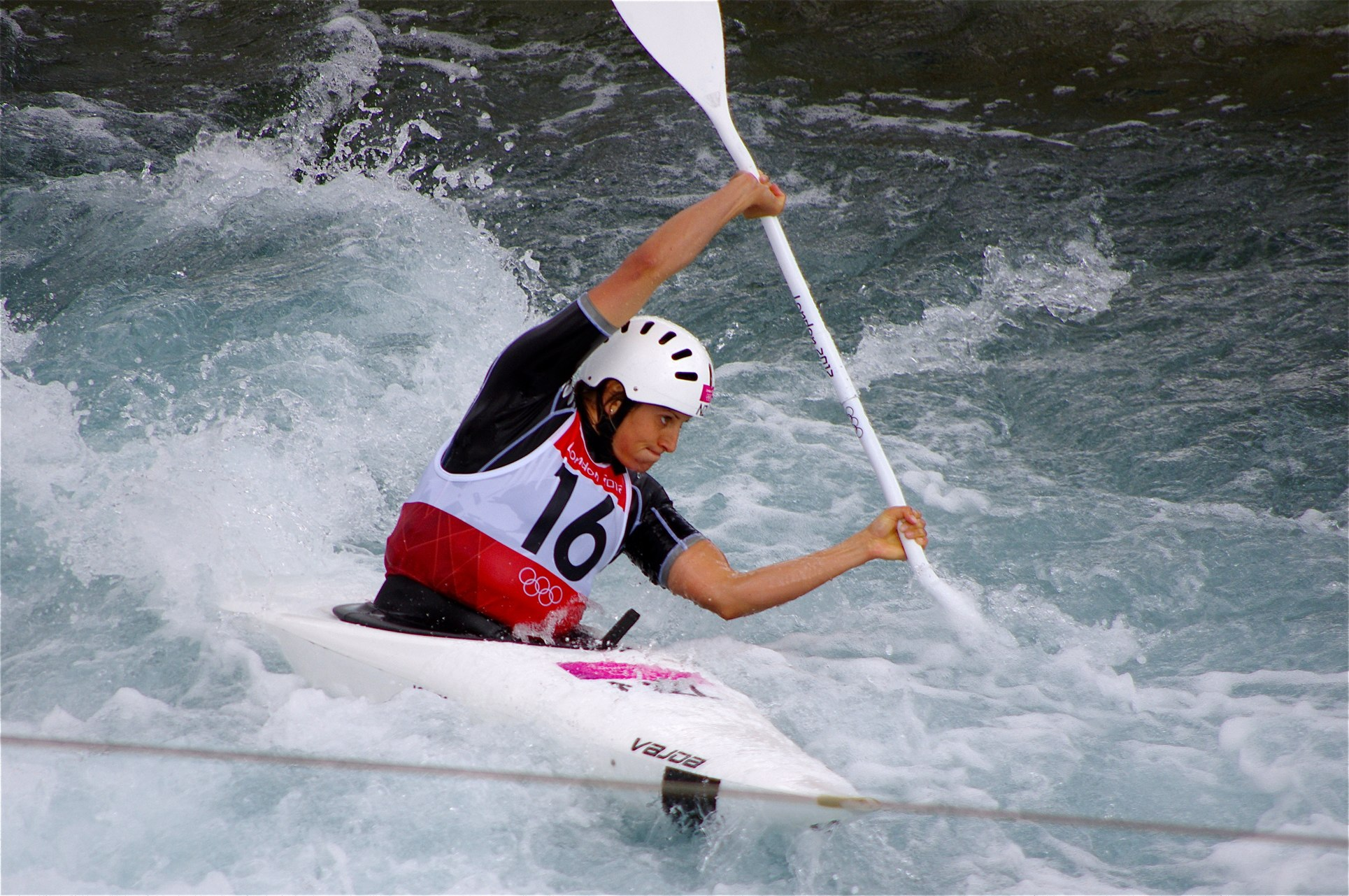
Luuka Jonesová
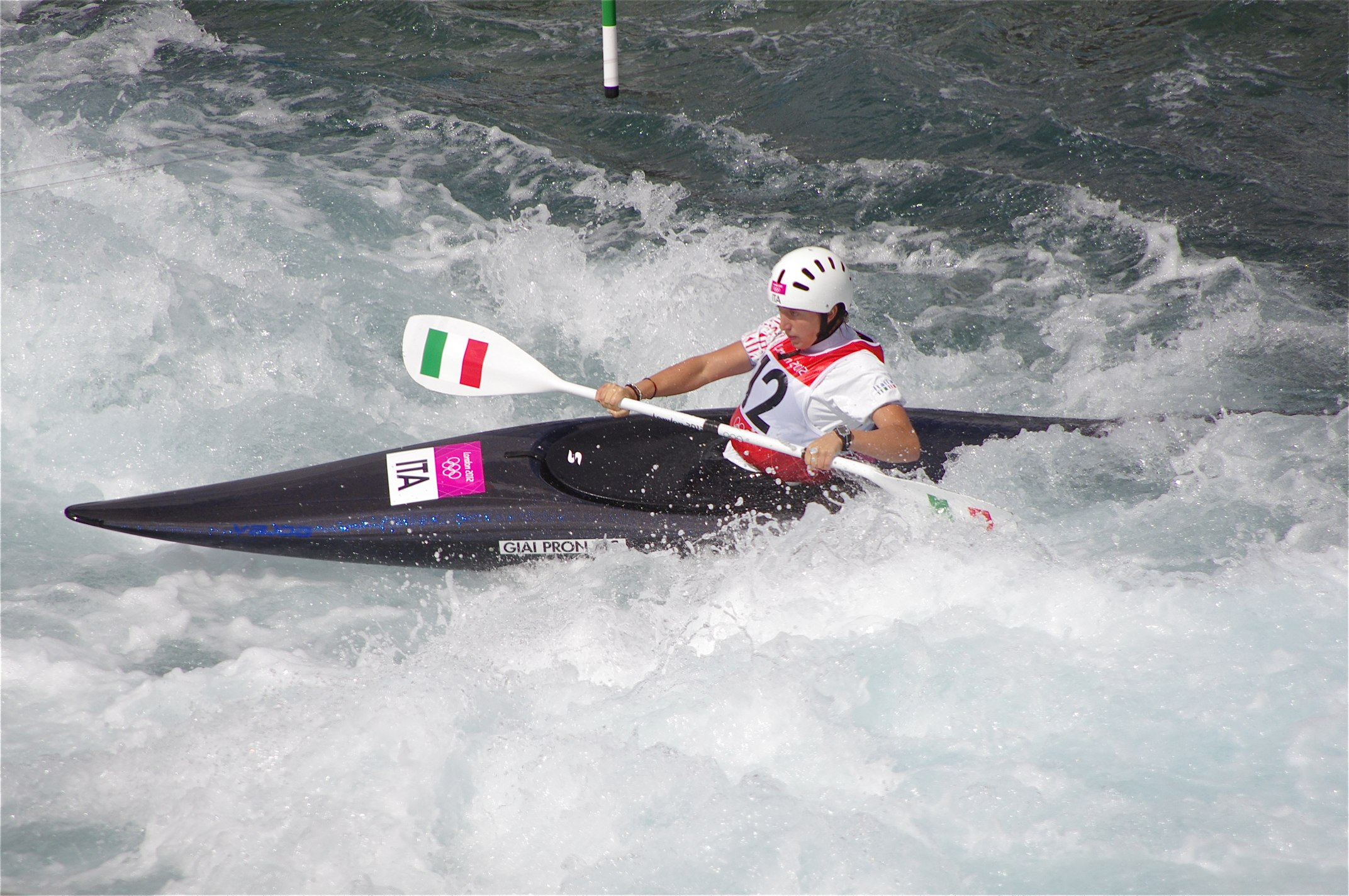
Maria Clara Giai Pronová